# Daniel Ángel González Puga
Daniel Ángel González Puga (Montevidéu, 22 de dezembro de 1954 — Rio de Janeiro, 1 de fevereiro de 1985) foi um futebolista uruguaio que atuava como zagueiro.
No Brasil, jogou na Portuguesa, no Corinthians e no Vasco. Era considerado um zagueiro raçudo, tinha estilo e não era desleal.

## Carreira

### Corinthians
Em 1982, foi contratado pelo Timão, fazendo parte do elenco da Democracia Corintiana, juntamente com Sócrates, Wladimir, Zenon e Casagrande.
Foi peça importante no Campeonato Paulista de 1982, formando a defesa com Mauro. Sempre jogava com raça, muita disposição e comprometimento nas partidas, e isso fez com que o zagueiro agradasse à torcida. Conquistou o título paulista de 1982 na final contra o São Paulo e fez parte do elenco inicial do título de 1983, se tornando bicampeão estadual!

### Vasco da Gama
Em 1983, foi vendido ao Vasco, pelo qual manteve o mesmo nível de futebol. No time carioca quase conquistou o Campeonato Brasileiro de 1984, mas o Vasco foi derrotado na final pelo Fluminense de Carlos Alberto Parreira e Romerito.

## Morte
Em 1985, quando voltava de uma festa na casa do centroavante Cláudio Adão, o zagueiro perdeu o controle do seu Monza, sofrendo o acidente que lhe custou a vida.

## Títulos
Nacional
- Torneio Campeão Olímpicos de 1974

Fênix
- Segunda División do Uruguay: 1977

Portuguesa
- Torneio Internacional do Canindé de 1981

Corinthians
- Campeonato Paulista: 1982 e 1983
- Taça Cidade de Porto de Alegre: 1983

Vasco da Gama
- Taça Rio: 1984
- Troféu Melbourne: 1985